# 博利亞諾維奇
49°40′56″N 23°3′56″E / 49.68222°N 23.06556°E
博利亞諾維奇（烏克蘭語：Боляновичі），是烏克蘭西部的村莊，隸屬利維夫州的亞沃里夫區。該村始建於1648年，面積2.11平方公里，海拔高度261米，2001年人口636。